# Frontal d'Avià
El Frontal d'Avià és una peça clau del romànic català. Es tracta del frontal d'altar original de l'església de Santa Maria d'Avià, a la comarca del Berguedà, tot i que actualment s'exposa al MNAC, mentre que a la parròquia hi ha una rèplica. La seva datació és de finals del segle xii. Se'n desconeix l'autor. És una de les obres més representatives de l'art del 1200 a Catalunya. El seu estil mostra la influència romana d'Orient del moment, així com de la pintura anglesa, com es veu en l’impacte directe de models de miniatures derivades de la Bíblia de Bury St. Edmunds, el Saltiri de Winchester o el d'Eadwine, i de l'art dels Croats.

## Composició
Està pintat sobre fusta, amb tremp d'ou, estucats i colradures, és a dir, l’aplicació d’un vernís transparent tenyit de color groguenc que probablement imitava l'estètica del revestiment en plata de les icones romanes d'Orient. Està dividit en cinc espais, presidits pel central, amb la Mare de Déu com a sedes sapientiae amb el nen Jesús a la falda i flanquejada per quatre escenes de la infantesa de Jesús: l'Anunciació i la Visitació, el naixement, l'Epifania i la presentació de Jesús al temple.
La influència estilística de l'Imperi Romà d'Orient és perceptible en el modelat escultural dels cossos, en el tractament dels rostres en tres quarts i en els vestigis de decoració vegetal daurada dels fons. Tant l'enquadrament com la separació dels compartiments està realitzada amb guix sobredaurat, imitant treballs d'argenteria.
També és d’origen romà d'Orient la posició de Maria en l'escena de la Nativitat, on apareix mig asseguda sobre un feix de palla.
Predomina el color vermell, color que representa la presència simbòlica del cos i la sang de Crist, completant un programa d’exaltació de la seva naturalesa humana i divina, amb la Mare de Déu com a figura simbòlica de l'Encarnació.
La segona meitat del segle XII és un moment en què el culte marià està en expansió per tot Europa i és en aquest context on s'ha de veure la sèrie de frontals amb temàtica mariana que van sortir dels tallers, dels quals és un clar exemple el frontal de Sant Vicenç d’Espinelves.